# Dudgeon Shoals
Dudgeon Shoals är ett grund i Nordsjön cirka 30 km utanför Norfolks kust i Storbritannien. Det ligger 210 km norr om London. 
Grundet fick ett av världens första fyrskepp 1736. Den 29 januari 1940 bombade Luftwaffe fyrskeppet och endast en besättningsman överlevde. Händelsen gav upphov till en brittisk propagandafilm Men of the Lightship.